# Miniko
Miniko è un comune rurale del Mali facente parte del circondario di Sikasso, nella regione omonima.
Il comune è composto da 6 nuclei abitati:
- Badiana
- Miniko-Soba
- Miniko-Sokala
- Moussabougou
- Oouranabougou
- Sadougou-Sanakoro